# ادبیات شیعی
ادبیات شیعی شاخه‌ای از ادبیات دینی اسلامی است. که درون‌مایهٔ آن بیان مناقب و فضایل اهل بیت پیامبر اسلام است. این ادبیات در حوزهٔ زبان‌های عربی، فارسی و ترکی آذربایجانی شکل گرفته و رواج یافته‌است. با وجود تفاوت شرایط سیاسی، اجتماعی و فرهنگی زبان‌های عربی و فارسی، اما شاعران شیعی هر کدام در طول زمان گاه به شیوه‌ای یکسان رفتار کرده‌اند، به‌گونه‌ای‌که شباهت میان شعر شیعی این دو زبان پیش آمده‌است.

## شعر شیعی عربی
شعر شیعی از صدر اسلام و با سرودهٔ عربی حسان بن ثابت در روز غدیر خم آغاز شد. پس از آن، قصیدهٔ حجر بن عدی در ستایش علی بن ابی‌طالب، دارای سبک و بیان زیبا، اما معنا و عاطفهٔ سطح پایین‌تر و ساده‌تری است و عقاید شیعه در آن نمودی کلی دارد و ازاین‌رو نمی‌توان آن را شعری شیعی به‌شمار آورد. مضامین شعر شیعی عربی در دوران خلفای راشدین و آغاز خلافت امویان، مسئلهٔ ولایت علی بن ابی‌طالب و ماجرای غدیر خم، ماجرای سقیفه و خشم و اندوه در قالب‌های هجو، مدح و رثاست. عاشورا از دیگر مضامینی است که شعر شیعی را به مرحلهٔ تازه‌ای وارد و در آن تحول بزرگی ایجاد کرد. کمیت بن زید اسدی از شاعران شیعی روزگار اموی، روش تازه‌ای را در شعر شیعی به‌وجود آورد، به‌گونه‌ای‌که با به‌کاربردن استدلال، سبک احتجاج را بنیان‌گذاری کرد. مهم‌ترین ویژگی شعر شیعی این دوران، سیاسی‌بودن آن است. برخی دیگر از ویژگی‌های آن عبارتند از: ۱. انعکاس سیاست دینی، ۲. سوز و حرارت احساس، ۳. تناسب اسلوب با انگیزهٔ سرودن.
شعر شیعی در روزگار عباسیان به مرحلهٔ تازه‌ای وارد شد، به‌گونه‌ای‌که مضمون شعر از استدلال بر حقانیت و شایستگی برای خلافت از جهت وراثت و نص، به استدلال بر شایسته‌تر و محق‌تر متمرکز شد. شاعران در این روزگار در شعر خود تقیه می‌کردند. از دیگر ویژگی‌های شعر این دوران، جنبهٔ تصویری بودن آن است. منصور نمری، ابوتمام، دعبل خزاعی، شریف رضی و مهیار دیلمی از شاعران شیعی عصر عباسی هستند.

## شعر شیعی فارسی
شعر شیعی فارسی بسیار دیرتر از شعر شیعی عربی و در سدهٔ چهارم هجری آغاز شد. در این هنگام شعر شیعی در حوزهٔ عربی رشد و انسجام یافته‌بود. شعر شیعی در سدهٔ چهارم و با حمایت آل بویه شکل گرفت. رودکی، کسایی مروزی و فردوسی آغازگر این روند بودند. ناصرخسرو، انوری، سنایی و ابوالمفاخر رازی از دیگران شاعرانی هستند که در اشعار خود مضامین شیعی و فاطمی را وارد کردند. از ویژگی‌های شعر شیعی فارسی در سدهٔ چهارم منقبت‌خوانی و ذکر فضایل و مدایح پیامبر و اهل بیت بود، قوامی رازی نمونه‌ای از این شاعران است. در این زمان سرایش مرثیه‌های مذهبی آغاز شد. در سدهٔ هفتم، حساسیت‌های مذهبی کاسته شد. در این عصر شمار شاعرانی که در منقبت یا رثای اهل بیت شعر سرودند، افزایش یافت، مانند فخرالدین عراقی، سلمان ساوجی، خواجوی کرمانی، حسن کاشی. سرودن قصاید خاص دینی در سدهٔ نهم رایج شد. در سدهٔ دهم و هم‌زمان با ظهور صفویان، حکومت، علم، فرهنگ و ادب در خدمت تشیع قرار گرفت. عصر صفویه در ایران، دوران طلایی و شکوفایی ادبیات شیعی است که مشهورترین شاعر آن محتشم کاشانی است. بابافغانی شیرازی، اهلی شیرازی، لسانی شیرازی، فضولی بغدادی، وحشی بافقی از دیگر شاعران این دوره هستند. سرایش مراثی به‌ویژه دربارهٔ عاشورا در این دوران به‌شدت اوج گرفت. در عصر قاجار برخلاف دوران افشار و زند، شعر شیعی فارسی از نظر کمی بسیار رشد کرد، اما از لحاظ کیفی گرفتار آسیب‌های پیشین بود. حزین لاهیجی، عاشق اصفهانی، صباحی بیدگلی، نشاط اصفهانی، یغمای جندقی، وصال شیرازی از شاعران برجسته این دوره هستند.

## شعر شیعی ترکی آذربایجانی
در زمینهٔ ادبیات شیعی، فصلنامهٔ رسم محتشم به عنوان اولین نشریهٔ تخصصی در این حوزه به صاحب امتیازی حامد نوبخت یگانه تأسیس شده که بر معرفی و بررسی نظم و نثر شیعی در دو زبان فارسی و ترکی تمرکز دارد. انتشارات نوبختیان در عرصه حفظ و نشر آثار ادبی شیعی، با این نشریه به همکاری می‌پردازد.